# Scarborough Fair (Messe)
Scarborough Fair bezeichnet eine wichtige Handelsmesse in der englischen Stadt Scarborough, die vom 13. bis 17. Jahrhundert stattfand.
Während des späten Mittelalters war die Hafenstadt Scarborough in Yorkshire ein wichtiger Anlaufpunkt für Händler ganz Englands. Am 15. August veranstaltete es eine für seine Zeit untypisch lange Handelsmesse. Händler besuchten sie aus allen Regionen Englands, aus Norwegen, Dänemark, den Baltischen Staaten und dem Byzantinischen Reich. Scarborough Fair entstand aufgrund einer Genehmigung Heinrichs III. vom 22. Januar 1253. Der Erlass, der Scarborough viele Privilegien zusprach, schrieb vor: „Die Bürger und deren Erben sollen für immer jährlich eine Messe veranstalten, welche von Mariä Himmelfahrt bis zum Michaelistag gehen soll“ (Im modernen, romanischen, katholischen Kalender sind die äquivalenten Tage der 15. August und der 29. September). Solch eine große Veranstaltung zog jedoch bei weitem mehr als nur Händler; diese große Menge an Käufern, Verkäufern und Vergnügungssuchenden musste unterhalten und versorgt werden. Die Preise wurden durch das Prinzip von Angebot und Nachfrage bestimmt, während Güter oft durch Tauschhandel weitergegeben wurden. Aufzeichnungen zeigen, dass ab 1383 durch eine benachbarte Messe in Seamer der Wohlstand Scarboroughs in dieser Zeit sehr litt.
Wegen der Konkurrenz an Märkten und Messen anderer Städte während des 17. Jahrhunderts sowie erhöhten Steuern kam es langsam zum Rückgang der Messe, bis sie finanziell nicht mehr tragbar war. Letzte Versuche, den Markt im 18. Jahrhundert wieder zu beleben, wurden aufgrund der Konkurrenz 1788 schlussendlich beendet.
Während die traditionelle „Scarborough Fair“ nicht mehr existiert, gibt es heute eine Reihe kleinerer Feste, die jedes Jahr im Oktober stattfinden.
Die Messe gab der alten englischen Ballade Scarborough Fair den Titel.